# Katastrofa lotu USAir 1493
Zderzenie samolotów na lotnisku w Los Angeles – katastrofa lotnicza, do której doszło 1 lutego 1991 roku na międzynarodowym lotnisku w Los Angeles. W wyniku zderzenia Boeinga 737-300 linii USAir z samolotem Fairchild Swearingen Metroliner linii SkyWest zginęły 34 osoby.

## Samoloty[1][2][3]

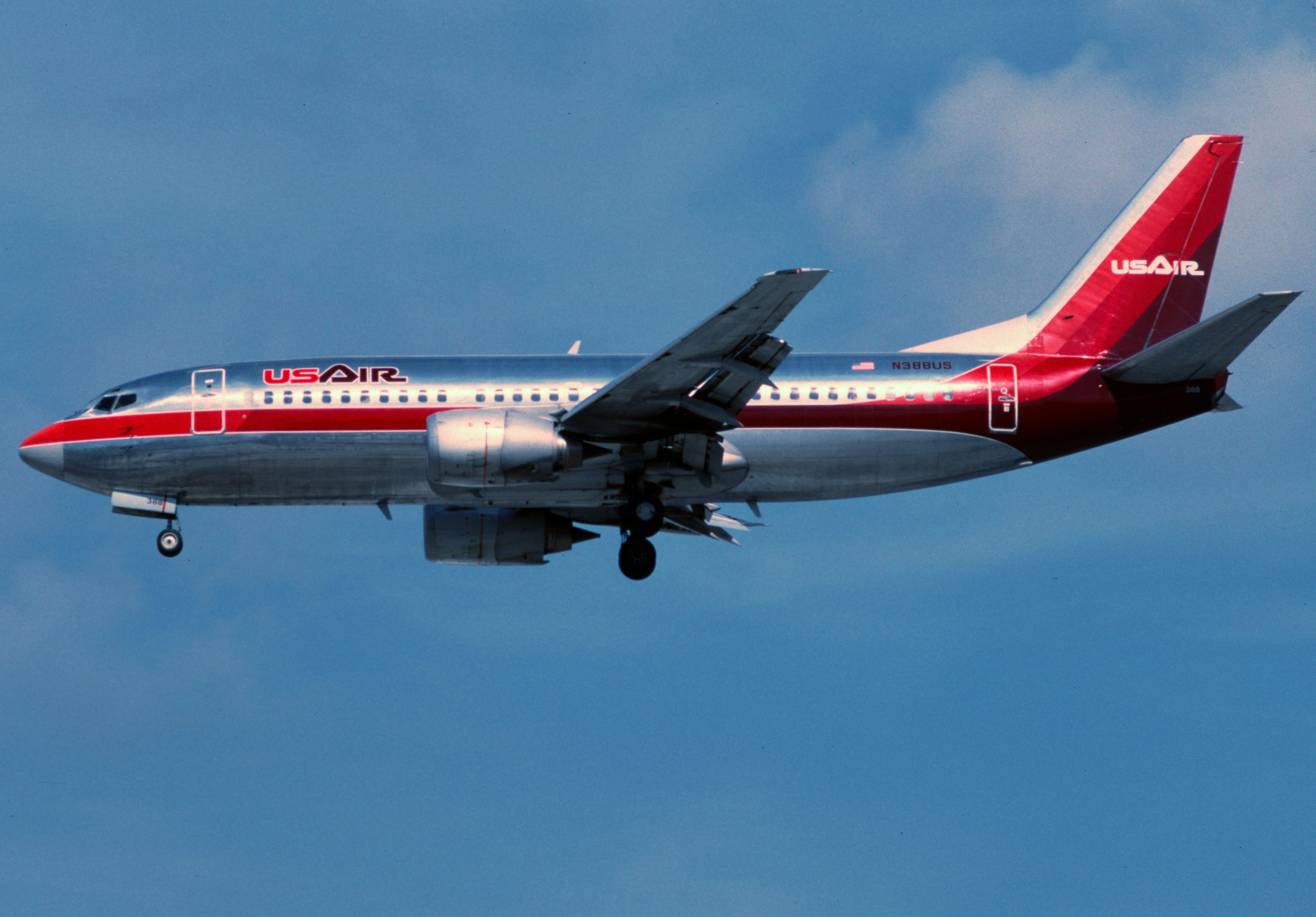
Boeing 737-3B7, który brał udział w kolizji

Pierwszym z samolotów, który brał udział w kolizji był Boeing 737-3B7 (nr rej. N388US) linii USAir, którego pierwszy lot odbył się 23 sierpnia 1985 roku. Napędzany był dwoma silnikami CFM International CFM56. 

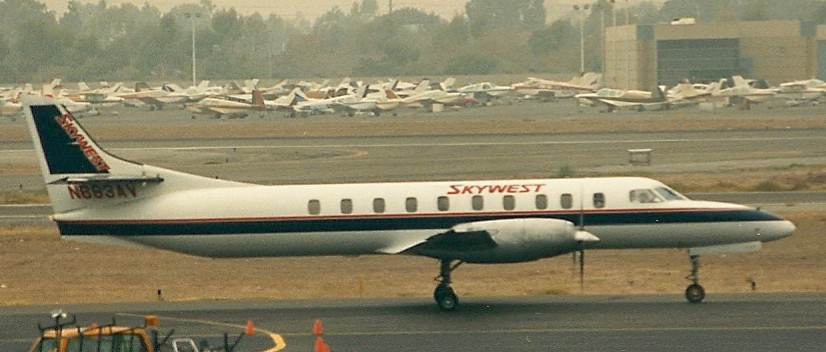
Fairchild Swearingen Metroliner biorący udział w kolizji

Drugą maszyną był Fairchild Swearingen Metroliner III należący do linii lotniczych SkyWest Airlines (nr rej. N683AV), wyprodukowany w 1987 roku i napędzany dwoma silnikami turbośmigłowymi Honeywell (Garrett) TPE331.

## Przebieg wydarzeń
Boeing 737 linii USAir (lot nr 1493) odbywał lot na linii Syracuse – Waszyngton – Columbus – Los Angeles – San Francisco. Zbliżając się do lotniska w Los Angeles, oczekiwał na pozwolenie na lądowanie. W tym samym czasie kontrolerka lotów, Robin Washer, zajęta była obsługą kilku innych lotów. Wśród nich był lot SkyWest 5569, któremu nakazała oczekiwać na zgodę na start. Samolot został ustawiony na pasie 24L. Załoga potwierdziła swoją pozycję i oczekiwała na pozwolenie. Jednocześnie Washer miała problem z komunikacją z jednym z samolotów, którego załoga przez przypadek zmieniła częstotliwość. To zdezorientowało kontrolerkę, która skierowała USAir 1493 na pas 24L, zapominając przy tym, że oczekiwał tam Metroliner należący do linii SkyWest, lot nr 5569 z 12 osobami na pokładzie.
Dopiero po przyziemieniu, pierwszy oficer zauważył stojącego na pasie Metrolinera i rozpoczął maksymalne hamowanie. Jednakże rozpędzony Boeing uderzył w stojącą maszynę SkyWest, przygniatając ją, po czym oba zakleszczone samoloty wypadły z pasa. Zatrzymały się na nieużywanym budynku straży pożarnej i stanęły w płomieniach.

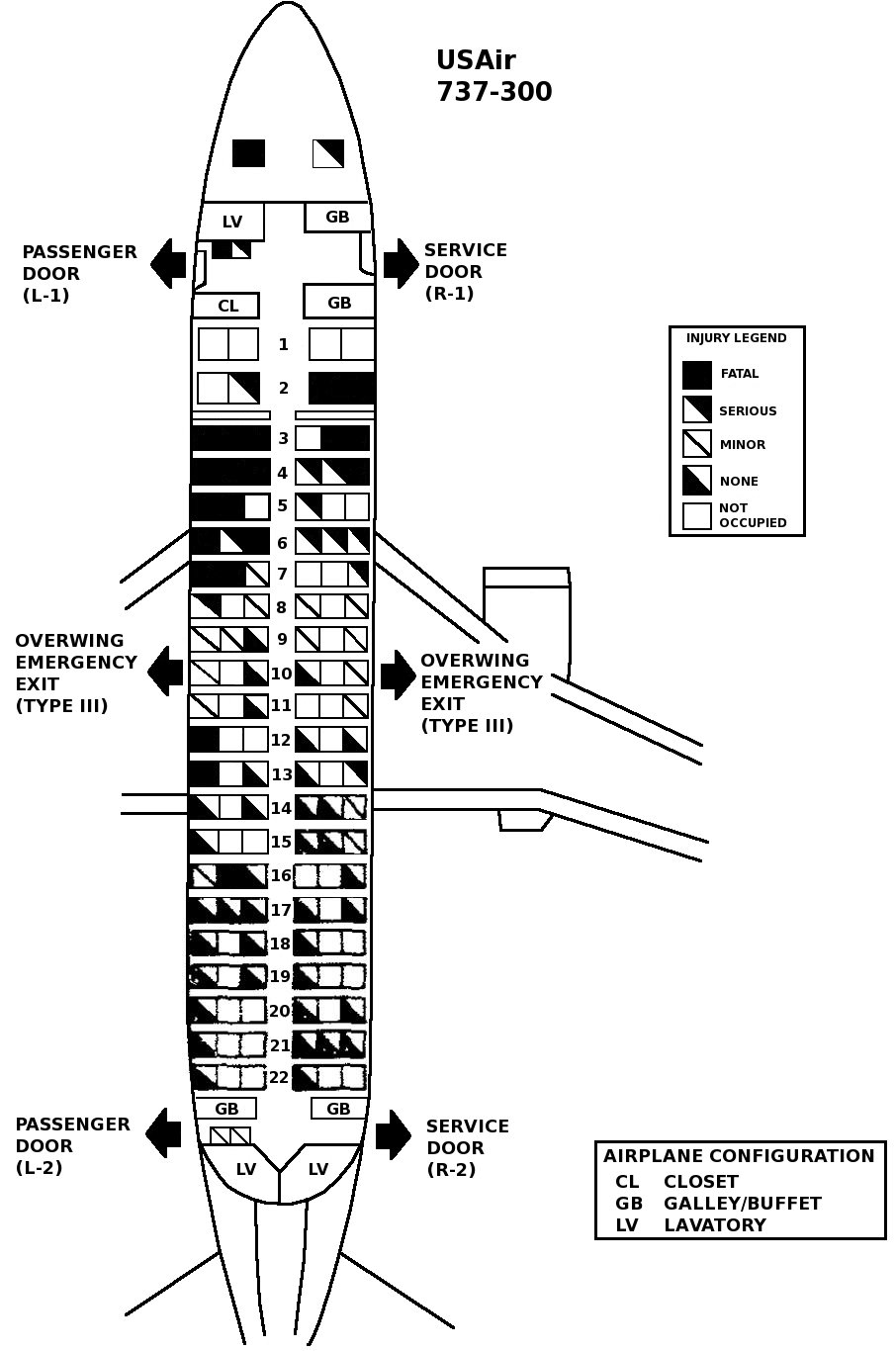
Schemat ofiar w samolocie

## Ofiary
W wyniku katastrofy śmierć na miejscu poniosły 33 osoby : 21 osób z Boeinga 737 (w tym kapitan Colin Shaw) oraz wszyscy na pokładzie (12 osób) Metrolinera. Kolejna osoba z pokładu Boeinga zmarła miesiąc później w szpitalu. Większym samolotem podróżowało w sumie 89 osób, z czego 37 wyszło z katastrofy bez obrażeń a kolejne 30 odniosło obrażenia. Jedną z ocalałych osób był multimilioner David H. Koch. Głównym powodem tak dużej liczby ofiar w Boeingu było zatrucie dymem oraz uszkodzone drzwi uniemożliwiające szybką ewakuację.

## Przyczyny
Ponad 8 miesięcy później, 22 października 1991, badająca tragedię Krajowa Rada Bezpieczeństwa Transportu (NTSB) opubliczniła oficjalny raport na temat przyczyn. Jako główną przyczynę Rada wymienia błąd kontrolera ruchu lotniczego na lotnisku w Los Angeles, polegający na tym że na moment przed tragedią nie nawiązał kontaktu z maszyną SkyWest, która stała na pasie startowym - tym samym na którym skierował USAir 1493 do lądowania. Jak wykazało dochodzenie, w dniu katastrofy wszyscy kontrolerzy zajmowali się samolotami zarówno lądującymi jak i startującymi z Los Angeles. A z uwagi na małą kadrę w wieży kontroli, jeden kontroler pilnował nawet kilku samolotów jednocześnie, co mogło spowodować to, że kontroler mógł niedokładnie pilnować jednego samolotu - to się wydarzyło również przed i w chwili zderzenia maszyn. Istotną rolę w tragedii odegrała awaria radaru lotniskowego - naprzemiennie się wyłączał i włączał, co bardzo utrudniało pracę kontrolerów. Prawdopodobnie w chwili zderzenia radar się wyłączył i kontroler nie mógł widzieć pozycji ani maszyny USAir, ani SkyWest. 
Ogólna infrastruktura lotniska Los Angeles również stała się przyczynkiem do katastrofy. Sama wieża kontroli lotów była zbudowana za nisko i widok kontroli zasłaniał budynek lotniskowy. U podnóża zdarzenia należy też wymienić oświetlenie na pasie, gdzie maszyny się zderzyły. 
Lampy ustawione wzdłuż pasa po zachodzie słońca świeciły się na pomarańczowo. Jak się niefortunnie złożyło, zniszczony Metroliner posiadał światła ostrzegawcze dające podobny - pomarańczowy kolor, przez co piloci Boeinga nie byli w stanie zauważyć drugą maszynę, do momentu w którym było już za późno na uniknięcie kolizji.
Po zderzeniu samolotów na lotnisku w Los Angeles Rada wydała szereg zaleceń, m.in. lepsze dostosowanie oświetlenia pasów startowych lotniska pod wszystkie samoloty, jak również (najważniejsze) zmianę sposobu zarządzania obsadą wieży kontroli lotów. Zmiany te sukcesywnie wprowadzono we wszystkich lotniskach w USA. 
Kilka lat później wieża kontroli lotów na lotnisku w Los Angeles została przebudowana - jest wyższa niż poprzednia, oraz zainstalowano nowoczesny radar lotniskowy